# Heini Heinesen
Heini Oyolvur Heinesen, född 6 augusti 1938 i Kunoy på Färöarna, död 13 augusti 2018 i Klaksvík, var en färöisk politiker. Han var ordförande för Republikanska partiet (Tjóðveldisflokkurin) fram till 1998, då han efterträddes av Høgni Hoydal, och var senare borgmästare i Kunoy kommun.